# Книга володаря Шан
Шан-цзюнь шу (кит.: 商君書; укр. Книга володаря Шан) — китайський суспільно-політичний трактат періоду Чжаньґо (453—221 до н. е.), який було утворено в колі міністра-реформатора Ґунсунь Яна (кит.: 公孫鞅, 390—338) у державі Цінь (кит.: 秦). Оскільки Ян за два роки до смерті отримав у володіння землі Шан, він увійшов в історію як «Шанський Ян», а твір, який носить його ім'я, отримав відповідну назву. Поряд із трактатами Шеня Бухая та Ханя Фея, трактат викладає основи школи легізму.